# Lasioglossum pernitens
Lasioglossum pernitens là một loài Hymenoptera trong họ Halictidae. Loài này được Cockerell mô tả khoa học năm 1934.